# Бринцев Василь Дмитрович
Васи́ль Дми́трович Бринцев (нар. 6 лютого 1951, с. Асіївка) — український державний службовець, суддя Конституційного Суду України, заступник Голови Конституційного Суду України (2007—2010), юрист, професор, доктор юридичних наук. Заслужений юрист України.

## Біографія
Василь Дмитрович Бринцев народився 6 лютого 1951 року в селі Асіївка Балаклійського району Харківської області.
Трудову діяльність розпочав учнем слюсаря, у 1966—1970 роках навчався в Харківському рентгено-електротехнічному медичному технікумі. У 1970—1972 роках проходив строкову військову службу. Після демобілізації два роки працював електромонтером телефонного зв'язку та сигналізації. З 1974 року по 1980 рік обіймав посаду заступника секретаря комітету комсомолу Фізико-технічного інституту АН УРСР у м. Харкові.
У 1980 році закінчив Харківський юридичний інститут ім. Ф. Е. Дзержинського. Одразу після закінчення інституту розпочав фахову діяльність як народний суддя Київського районного народного суду м. Харкова. У липні 1982 року В. Д. Бринцев призначений суддею Харківського обласного суду, а в червні 1987 року очолив цей судовий заклад (з серпня 2001 року — Апеляційний суд Харківської області). У травні 1994 року В. Д. Бринцеву присвоєний 1-й кваліфікаційний клас судді.
У листопаді 2005 року VII з'їздом суддів України призначений суддею Конституційного Суду України. Присягу склав 4 серпня 2006 року. З грудня 2007 року по грудень 2010 року обіймав посаду заступника Голови Конституційного Суду України.
У квітні 2010 року В. Бринцев не поставив свій підпис під рішенням Конституційного суду від 6 квітня про легітимізацію так званої «коаліції тушок» (рішення КСУ дозволяло депутатам Верховної Ради всупереч Конституції індивідуально входити до складу коаліції депутатських фракцій у парламенті)
Восени 2010 року разом з іншими суддями Конституційного суду скасував поправки 2004 року до Конституції України (так званий «Конституційний переворот»), зокрема, був одним з підписантів Рішення № 20-рп/2010 від 30.09.2010 р.. Внаслідок цього потрапив у «чорний список» державних службовців, яким було заборонено в'їзд до країн Європейського Союзу і США.
24 лютого 2014 року Верховна Рада України прийняла постанову № 775-VII «Про реагування на факти порушення суддями Конституційного Суду України присяги судді», в якій була рекомендація «Раді суддів України у триденний строк скликати позачерговий з'їзд суддів України, на якому розглянути питання дострокового припинення повноважень та звільнення з посад суддів Конституційного Суду України у зв'язку з порушенням ними присяги судді, які були призначені з'їздом суддів України». Також ця Постанова наказувала Генеральній прокуратурі України порушити кримінальне провадження по факту прийняття Рішення Конституційного Суду України № 20-рп/2010 і притягти усіх винних осіб до відповідальності.
У травні 2014 року В. Д. Бринцев подав, але пізніше відкликав заяву про складення повноважень судді КСУ за власним бажанням.

## Наукова діяльність
У 1995 році В. Д. Бринцев захистив кандидатську дисертацію на тему «Одноособовий суддя у правовій державі. Статус та функції» отримав науковий ступінь кандидата юридичних наук. В 2011 році захистив докторську дисертацію на тему «Система організаційного забезпечення судової влади України».
З 1998 року є доцентом кафедри кримінального процесу Національної юридичної академії України ім. Ярослава Мудрого, з вересня 2004 року — виконуючим обов'язки професора.
Автор і співавтор 93 наукових праць, у тому числі 16 монографій з проблем судоустрою та організаційних аспектів судової влади (зокрема, «Судебная власть (правосудие): Пути реформирования в Украине» (1998)), 8 методичних матеріалів.

### Вибрані наукові праці[7][8]
1. Адміністративне судочинство: нормативна база, судові прецеденти, коментарі, зразки процесуальних документів
2. Кримінальне судочинство в Україні: Законодавство та практика застосування: Навчальний посібник для вузів
3. Організаційно-правове забезпечення судової влади (нормативна база)
4. Стандарти правової держави: втілення у національну модель організаційного забезпечення судової влади
5. Судовий конституціоналізм в Україні: доктрина і практика формування

## Нагороди та почесні звання
- Заслужений юрист України (08.2001)
- «Харків'янин століття» (2001, Асамблея ділових кіл України, Інститут рейтинґових досліджень).
- «Харків'янин року-2003».

## Родина
Росіянин за національністю. Батько — Дмитро Нілович (1927—2010), мати — Марія Миколаївна (1930). Одружений з Бринцевою Людмилою Василівною (1953), має двох дітей — сина Олексія (1975) та доньку Олену (1978).